# Depresiunea Cerna-Mircea Vodă

Cerna-Mircea Vodă este o depresiune marginală situată în sud-vestul munților Măcinului.

## Date geografice
Spre vest, depresiunea Cerna-Mircea Vodă se deschide spre Lunca Dunării. Drenată de Valea Cerna, această unitate de relief adăpostește satele Cerna, Mircea Vodă, iar la extremitatea sa vestică localitatea Traian.
Comunică la est prin Pasul Priopcea cu Depresiunea Greci și la vest prin Pasul Carapelit cu Depresiunea Taița superioară-Horia. Are ca axe principale de transport DN22D pe axa nord-vest – sud-est (Cerna-Micea Vodă) și DJ222b pe axa nord-est – sud-vest (Cerna-Traian).

## Geomorfologie
Este o depresiune tectono-erozivă de tip golf.